# 2020-as tokiói kormányzóválasztás
| Listavezető      | Koike Juriko     | Ucunomija Kendzsi                                                                                      | Jamamoto Taró           | Ono Taiszuke         | Szakurai Makoto | Tacsibana Takasi                     |
| ---------------- | ---------------- | --- | ----------------------- | -------------------- | --------------- | ------------------------------------ |
| Párt neve        | Független        | Független                                                                                              | Reiva Sinszengumi       | Független            | Független       | Új Horeimon Párt                     |
| Szavazatok száma | 3,661,371 59.7%  | 844,151 13.71%                                                                                         | 657,277 10.72%          | 612,530 9.99%        | 178,784 2.92%   | 43,912 0.72%                         |
| Változás %-pont  | 15,21            | N/A | N/A                     | N/A                  | 1,23            | 0,20                                 |
| Támogatók pártok | Elsők a Tokióiak | Alkotmányos Demokrata Párt (Japán) Demokrata Párt a Népért Japán Kommunista Párt Szociáldemokrata Párt | Demokrata Párt a Népért | Japán Megújulás Párt | Az Első Japán   | Az Embereket az NHK-tól megvédő Párt |

A 2020-as tokiói kormányzóválasztást, 2020. július 5-én tartották meg Tokióban. A választáson újraválasztották a hivatalban levő kormányzót, Koike Jurikót, aki 59.7%-os eredménnyel nagy fölénnyel győzött ismét.

## Választási rendszer
A tokiói kormányzó egy igen fontos tisztség Japánban. Japán fővárosaként az ország adóbevételének 40%-a innen származik. Tokió éves költségvetése 13 trillió yen, amit tízszer nagyobb mint bármely más japán prefektúrának illetve a költségvetésük Indonéziával egyenlő.  Ilyen helyzetben jelentős befolyással bír a tokiói kormányzó az ország belpolitikájára is.  A kormányzót 4 éves időtartamra választják meg. 2011 óta az első olyan választás, amikor a hivatalban levő kormányzó is elindul, egyben a Reiva-kor első kormányzóválasztása.
A kormányzó-jelölteknek japán állampolgároknak kell lenni, legalább 30 éveseknek és legalább 3 hónapja Tokióban kell élniük, ahhoz hogy induljanak a választáson. Emellett az induláshoz 3 millió jent kell fizetniük a Tokiói Nagyvárosi Kormányzatnak, amit csak akkor térítenek nekik vissza ha a választáson legalább 10%-ot érnek el.

## Jelöltek

### Koike Jurikó
Koike 2020. június 12-én jelentette be, hogy újraindul a kormányzói tisztségért. Ahogyan az előző választásnál nem állt mögé országos párt, csak a regionális Elsők a Tokióiak (Tomin First no Kai, 都民ファーストの会) párt. Eleinte úgy dönt a kormányzó Liberális Demokrata Párt Koikét fogja támogatni, ám végül nem támogattak hivatalosan senkit a választás során. Ennek oka, hogy az ezt megelőző 2016-os kampány során Koike asszony a saját pártjával indulást a liberális demokraták tokiói szervezete árulásnak vette, a kampányban ősellenségként kezelték Koike Jurikót, ami ahhoz vezetett, hogy a LDP elvesztette többségét a kormányzói törvényhozásban. Országos szinten azonban nem állnak ellenségesen Koikéhoz. Nikai Tosihiró LDP-főtitkár főtámogatója, akivel még az 1990-as években volt szorosabb munka kapcsolata.  Kampányában ígéretet tett a tokiói olimpia megfelelő menedzselésére valamint a koronavírus-járvány miatt nehéz helyzetbe kerülő rászoruló családok megsegítésére. Fontosnak tartja, hogy megfelelő intézkedésekkel csökkenjen az ingázás miatti dugók és hatalmas tömegek a tokiói metrón. Ezek mellett a nők elszegényedése elleni lépések bevezetését ígérte valamint hogy a bölcsődei, óvodai férőhelyeken a várólisták csökkentését folytatják.

### Ucunomija Kendzsi
Ucunomija 2020. május 28-án jelentette be hogy elindul a választáson. Az Alkotmányos Demokrata Párt (Japán), Demokratikus Párt a Népért, Japán Kommunista Párt és a Japán Szociáldemokrata Párt támogatta. Koike legfőbb ellenzékének számított.  Kampánya során kritizálta a Koike vezette kormányzói kabinetet, amiért a koronavírus-járványra későn reagáltak és későn hoztak döntést a tokiói olimpiai és paralimpiai játékok elhalasztásáról. Kampánya során ígéretet tett, hogy kibővítik a tesztkapacitást és az egészségügyi ellátórendszer több támogatást fog kapni.  Hangsúlyozná a zöld befektetéseket és a lakhatási helyzet javítását. Új lakásépítési programot indítana a vezetése, amelyeknek egy részét a Fukushimából evakuált embereknek szánná.

### Jamamotó Taró
Jamamotó a járványra való tekintettel kampánybeszédeiben többször javaslatot tett a rászorulók megsegítésére. Sindzsuku pályaudvarnál mondott beszédében ígéretet tett, hogy "minden olyan tokiói lakosnak 100 ezer jen gyorssegélyt utalna ki az ő vezetése, akik a járvány miatt nehéz helyzetbe kerültek. Ígéretet tett a lakhatási nehézségek megoldására, hasznosítana 40 ezer önkormányzati lakást. Ingyenes lakhatást biztosítana a Fukushimából evakuált embereknek.  A katasztrófavédelemmel kapcsolatban új katasztrófavédelmi ügynökséget hoznának létre. Több katasztrófavédelmi projektet indítana azokban a negyedekben amik sűrűn lakottak és a faszerkezetű házak a jellemzőek. Kampánya során ígéretet tett, hogy megvédi a szexuális kisebbségek jogait. Elismernék az azonos neműek házasságát.

### Ono Taiszuke
Ono kampányában arról beszélt hogy csökkentené Tokió központi jellegét. A COVID-19 pandémiára való tekintettel a 2020-as nyári olimpiai játékokat 2024-re halasztatná. 

### Szakurai Makotó
Szakurai kampányában arról beszélt, hogy ha ő lenne a kormányzó, azonnal megszüntetné a külföldiek jóléti ellátását, 2 éves moratóriumot vezetne be a tokióiaknak a személyi jövedelemadó fizetésére és az ingatlanadó mértékét rögzítené és szabályozná a Pacsinko szalonok működését.

### Tacsibana Takasi
Tacsibana kampányában ígéretetet tett arra, hogy megválasztása esetén Tokióban felszámoltatná a készpénzes fizetést, csak kártyával és online lehetne fizetni. Az Edo-kastélyt felújíttatnák, megemelné a JR által, Tokió területén üzemeltetett vonatjáratok jegyárait a csúcsidőkben. Adacsi-negyedben rehabilitációs programot indíttatnának amivel "japán Brooklyn-t" hoznának létre. Engedélyezné a kannabisz használatát, digitális oktatási rendet támogatnák. Újraindítanák a COVID-19 pandémia miatt leállt összes gazdasági tevékenységet. Fontos eleme volt kampányának hogy mivel Tokió lakosságának 20%-át külföldiek teszik ki, az angolt nyelvet is hivatalossá tennék.